# Robert Descharnes
Robert P. Descharnes, né le 1er janvier 1926 à Nevers et mort le 15 février 2014 à Azay-le-Rideau, est photographe et l'un des principaux biographes et collaborateurs de Salvador Dalí.

## Biographie
Robert Descharnes commença une carrière dans le cinéma d’avant-garde.
Par l'entremise de Georges Mathieu, peintre et fondateur de l'abstraction lyrique, il fait connaissance en 1950 de Gala et Salvador Dalí sur le paquebot America des lignes maritimes américaines. De cette rencontre commence une étroite collaboration entre Dalí et Descharnes, notamment dans le domaine du cinéma. Ensemble, ils essaient de réaliser L'Aventure prodigieuse de la dentellière et du rhinocéros, un film dédié aux théories daliniennes sur la spirale logarithmique. Par la suite, Descharnes collabore avec le peintre, travaillant sur plusieurs publications et projets cinématographiques, sur et par Dalí. Son livre monumental, Dalí, l'homme, l'œuvre, et plusieurs autres de ses ouvrages, dont Dalí de Gala, sont considérés comme des ouvrages de référence. Plus de 60 000 négatifs de photographies prises par Robert Descharmes sont conservés. Ils retracent à la fois l’excentricité et le quotidien de Salvador Dalí.
Quand l'œuvre de Dalí est menacée dans les années 1980 par une avalanche de faux, Dalí nomme Descharnes chef de l'entreprise Demart, poste qu'il occupera jusqu'à sa retraite en 2004, pour nettoyer le marché. Membre à vie de la Fondation Gala-Salvador-Dalí, avec son fils Nicolas, il est reconnu comme l'expert principal de l'œuvre dalinienne. Descharnes apparaît dans le documentaire de Christopher Jones et Marie-Dominique Montel Le Cinéma Selon Dalí aux côtés de José Montes Baquer et Catherine Millet.
Aux termes d'un testament authentique reçu le 8 mai 2004 par maître Éric Matuziak, notaire à La Baule-Escoublac, enregistré, Robert Descharnes a déclaré ce qui suit : « J'institue comme légataire du droit moral que je possède en ma qualité d'auteur, tant de mes écrits que de mes photographies, peintures et dessins, mon fils, monsieur Nicolas Robert Guillaume Descharnes. [...] J'indique à cette occasion que je lui ai transmis savoir et compétence quant à l'œuvre de Salvador Dalí et qu'il est l'héritier de mes capacités d'expertise ».

## Fondation Gala-Salvador Dalí
Par décision de l'assemblée extraordinaire tenue le 18 octobre 1994, le renvoi de Robert Descharnes comme patron de la fondation fut entériné au motif qu'il ne pouvait être directeur de Demart (société de gestion des droits d'auteur de Dalí) et membre de la fondation Gala-Salvador-Dalí. Depuis 2004, la direction de Demart est assurée par Joan Manuel Sevillano, directeur de la Fundacio Gala-Salvador Dalí, alors que Robert Descharnes avait été nommé membre à vie par son ami Salvador Dalí.

## Prix et reconnaissance
Robert Descharnes a reçu la médaille d'or du Real Circulo Artistico (es) de Barcelone le 17 décembre 2009 pour son dévouement et son expertise sur Salvador Dalí, l'artiste et son œuvre. Il est chevalier de l'ordre des Arts et des Lettres, nommé par arrêté le 15 décembre 2011 de Frédéric Mitterrand, ministre de la Culture et de la Communication.

## Publications
- Dalí de Gala, Edita, Lausanne, 1962.
- Oui 1 : la Révolution paranoïaque-critique, Éditions Denoël, Paris, 1971.
- Oui 2 : l'Archangélisme scientifique, Éditions Denoël, Paris, 1971.
- Salvador Dalí, Nouvelles Éditions Françaises, Paris, 1973.
- (ja) Tadao, Ogura, Salvador Dalí, Shueisha collection l'Art Moderne du Monde, Tokyo (no 25), 1974.
- (ja) Salvador Dalí, Bijitsu Shuppan-Sha, Tokyo, 1978.
- (ja) Terayama, S., Dalí: The Book of Great Masters, Shogakukan, Tokyo, 1978.
- Dalí, l’œuvre et l’homme, Edita, Lausanne, 1984
- avec Nicolas Descharnes, Dalí, Edita, Lausanne, 1993.
- avec Gilles Néret, Salvador Dalí, 1904-1989. L'Œuvre peint, Benedikt Taschen, Cologne, 1993.
- avec Jean-Yves Clément et Arnaud Hofmarcher (éd.), Dalí : Pensées et anecdotes, Le Cherche midi, Paris, 1995.
- avec Nicolas Descharnes, Dalí, coll. Arts, Trois-Continents, Lausanne, 1996.
- Dalí, L'Héritage Infernal, Éditions Ramsay-La Marge, Paris, 2002.
- avec Nicolas Descharnes, Dalí, Le dur et le mou, Sculptures et objets, Eccart, Azay-le-Rideau, 2003.

## Expositions photographiques
(non inclus les photos exposées dans les rétrospectives internationales de Dalí)
- 1975 : Paris, Galerie Nikon, Dalí, méthode paranoïaque critique, hasard objectif et troisième dimension, photographies de Robert Descharnes et Marc Lacroix, 28 avril au 23 juillet.

- 1995-96 : Saint Petersbourg (FL), Salvador Dalí Museum, Galuchka, Dalí’s Russian Muse, photographies de Robert Descharnes, 1er février au 28 janvier.

- 2007-08 : Cadaqués, Musée de Cadaqués, Dalí par Robert Descharnes, 30 juin au 6 janvier.

- 2008 : Barcelone, Palau Robert, Dalí de Cadaqués par Robert Descharnes, 24 juillet au 28 septembre.

- 2008 : Fuenlabrada, Centre Culturel Tomas y Valiente, Dalí de Cadaqués par Robert Descharnes, 27 mars au 20 avril.

- 2008 : Torri del Benaco, Museo del Castello Scaligero, Dalí da Cadaqués par Robert Descharnes, 12 août au 15 octobre.

- 2009 : Blanes, Fundació Angel Planells, Dalí de Cadaqués par Robert Descharnes, 14 février au 13 avril.

- 2009 : Paris, Espace Dalí, Dalí à l’œuvre par Robert Descharnes, 10 avril au 24 juin.

- 2010 : Prague, Galerie Miro, Salvador Dalí, photographies de Robert Descharnes (165 photographies), 8 mars au 30 mai.

- 2014 : Murcia, Museo Arqueológico de Murcia, Dalí de Cadaqués par Robert Descharnes, 23 janvier au 27 avril.
- 2015 : Mexique, Mexico, Hotel President (Polenco, Dalí de Cadaqués per Robert Descharnes, 20 mai au 2 août
- 2015-17 : Saint Petersburg (FL), The Dalí, Dalí Revealed, 48 photographs by Robert Descharnes, 21 May-...
- 2016 : Cannes, Palais des festivals et des congrès, espace Riviera, Dalí de Cadaqués Photographies de Robert Descharnes, 15 juillet au 25 août, prolongé jusqu'au 20 novembre.
- 2017: Vitacura, Casas de Lo Matta, Salvador Dalí íntimo, photographs by Robert Descharnes, 25 Aug.-29 Oct.
- 2018: Dubai, DIFC, Salvador Dalí The Memories, including 57 photographs by Robert Descharnes, 11 Feb.-22 Apr.
- 2018: Azay-le-Rideau, Dalí de Descharnes, 100 photographs by Robert Descharnes, 29 Jun.-4 Nov.
- 2021: ‘s-Hertogenbosch (Bois-le-Duc), Het Noordbrabants Museum (HNBM), Dalí en niets anders, Foto’s door Robert Descharnes, 1955-1985, Jun.19-28 Nov. 135 photographs by Robert Descharnes